# 弗伦特恩公墓
弗伦特恩公墓（ Friedhof Fluntern）位于瑞士苏黎世的蘇黎世山。

## 安葬的名人
- 埃利亚斯·卡内蒂 (1905–1994), 保加利亞出生的小说家、剧作家
- 詹姆斯·乔伊斯 (1882–1941), 爱尔兰小说家、诗人
- 保罗·卡勒 (1889–1971), 瑞士有机化学家，1937年诺贝尔化学奖得主
- 拉沃斯拉夫·鲁日奇卡 (1887–1976), 克罗地亚化学家，1939年获诺贝尔化学奖

47°22′59″N 8°34′16″E / 47.383°N 8.571°E